# Diócesis de Memphis
La diócesis de Memphis (en latín: Dioecesis Memphitana in Tennesia y en inglés: Roman Catholic Diocese of Memphis) es una circunscripción eclesiástica de la Iglesia católica en Estados Unidos. Se trata de una diócesis latina, sufragánea de la arquidiócesis de Louisville. Desde el 5 de marzo de 2019 su obispo es David Prescott Talley.

## Territorio y organización
La diócesis tiene 27 585 km² y extiende su jurisdicción sobre los fieles católicos de rito latino residentes en 21 condados del estado de Tennessee: Benton, Carroll, Chester, Crockett, Decatur, Dyer, Fayette, Gibson, Hardeman, Hardin, Haywood, Henderson, Henry, Lake, Lauderdale, Madison, McNairy, Obion, Shelby, Tipton y Weakley.
La sede de la diócesis se encuentra en la ciudad de Memphis, en donde se halla la Catedral de la Inmaculada Concepción.
En 2021 en la diócesis existían 40 parroquias.

## Historia
La diócesis fue erigida el 20 de junio de 1970 con la bula Quoniam complurium del papa Pablo VI, obteniendo el territorio de la diócesis de Nashville.
La diócesis se vio envuelta en el escándalo del abuso de un menor de 14 años por parte del sacerdote dominico Juan Carlos Durán, quien tenía a sus espaldas varias acusaciones de acoso, tanto que ya fue expulsado por los franciscanos. En 2009 la diócesis de Memphis y la orden dominicana acordaron pagar a la víctima 2 millones de dólares.

## Estadísticas
Según el Anuario Pontificio 2022 la diócesis tenía a fines de 2021 un total de 61 360 fieles bautizados.
| Año                                                                             | Población            | Población | Población      | Sacerdotes | Sacerdotes    | Sacerdotes    | Bautizados por sacerdote | Diáconos permanentes | Religiosos | Religiosos | Parroquias |
| Año                                                                             | Bautizados católicos | Total     | % de católicos | Total      | Clero secular | Clero regular | Bautizados por sacerdote | Diáconos permanentes | Varones    | Mujeres    | Parroquias |
| ------------------------------------------------------------------------------- | -------------------- | --------- | -------------- | ---------- | ------------- | ------------- | ------------------------ | -------------------- | ---------- | ---------- | ---------- |
| 1976                                                                            | 42 698               | 1 250 000 | 3.4            | 65         | 41            | 24            | 656                      | 2                    | 88         | 159        | 31         |
| 1980                                                                            | 47 188               | 1 280 000 | 3.7            | 77         | 53            | 24            | 612                      | 21                   | 81         | 173        | 35         |
| 1990                                                                            | 53 880               | 1 407 500 | 3.8            | 84         | 66            | 18            | 641                      | 30                   | 69         | 134        | 43         |
| 1999                                                                            | 60 804               | 1 438 524 | 4.2            | 75         | 65            | 10            | 810                      | 25                   | 48         | 84         | 42         |
| 2000                                                                            | 63 006               | 1 438 524 | 4.4            | 88         | 77            | 11            | 715                      | 24                   | 56         | 91         | 42         |
| 2001                                                                            | 65 939               | 1 455 808 | 4.5            | 83         | 73            | 10            | 794                      | 50                   | 59         | 90         | 42         |
| 2002                                                                            | 64 944               | 1 455 808 | 4.5            | 73         | 62            | 11            | 889                      | 53                   | 58         | 80         | 47         |
| 2003                                                                            | 65 779               | 1 455 808 | 4.5            | 74         | 62            | 12            | 888                      | 52                   | 53         | 82         | 47         |
| 2004                                                                            | 65 779               | 1 455 808 | 4.5            | 74         | 62            | 12            | 888                      | 52                   | 54         | 86         | 47         |
| 2013                                                                            | 77 800               | 1 595 650 | 4.9            | 82         | 66            | 16            | 948                      | 50                   | 43         | 51         | 42         |
| 2016                                                                            | 65 152               | 1 570 077 | 4.1            | 84         | 72            | 12            | 775                      | 47                   | 36         | 39         | 47         |
| 2019                                                                            | 60 740               | 1 564 700 | 3.9            | 86         | 75            | 11            | 706                      | 70                   | 31         | 28         | 46         |
| 2021                                                                            | 61 360               | 1 580 690 | 3.9            | 86         | 77            | 9             | 713                      | 60                   | 27         | 26         | 40         |
| Fuente: Catholic-Hierarchy, que a su vez toma los datos del Anuario Pontificio. |                      |           |                |            |               |               |                          |                      |            |            |            |

## Episcopologio
- Carroll Thomas Dozier † (12 de noviembre de 1970-27 de julio de 1982 renunció)
- James Francis Stafford (17 de noviembre de 1982-3 de junio de 1986 nombrado arzobispo de Denver)
- Daniel Mark Buechlein, O.S.B. † (20 de enero de 1987-14 de julio de 1992 nombrado arzobispo de Indianápolis)
- James Terry Steib, S.V.D. (24 de marzo de 1993-23 de agosto de 2016 retirado)
- Martin David Holley (23 de agosto de 2016-24 de octubre de 2018 remplazado)[nota 1]
- David Prescott Talley, desde el 5 de marzo de 2019